# Sandis Ozoliņš
Sandis Ozoliņš (ur. 3 sierpnia 1972 w Rydze) – łotewski hokeista, reprezentant Łotwy, trzykrotny olimpijczyk. Trener hokejowy.

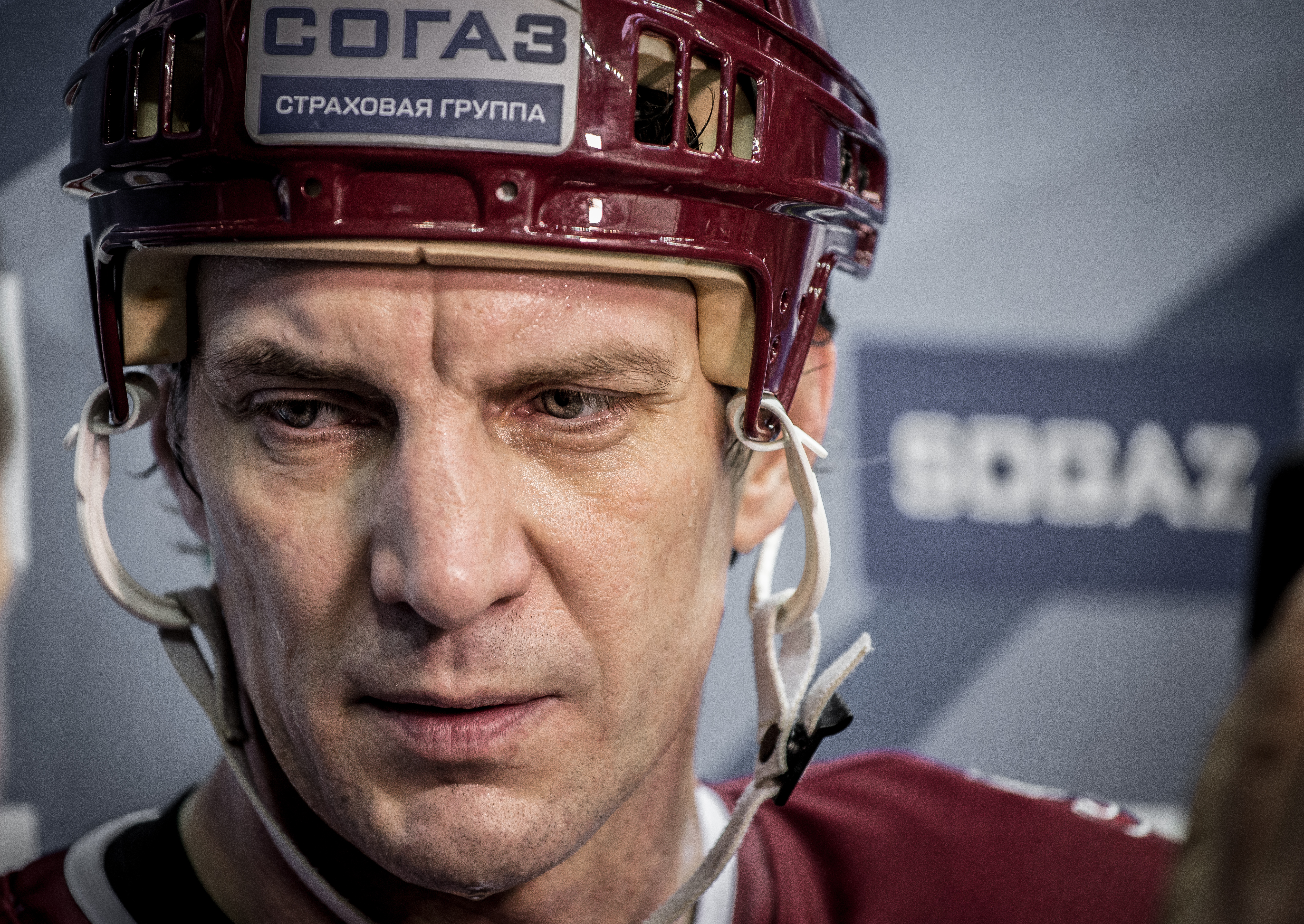
Sandis Ozoliņš w barwach Dinama Ryga (2013)

## Kariera klubowa
- Dinamo Ryga (1990–1991)
- Stars Ryga (1991–1992)
- Kansas City Blades (1992)
- San Jose Sharks (1992–1995)
- San Francisco Spiders (1995)
- Colorado Avalanche (1995–2000)
- Carolina Hurricanes (2000–2002)
- Florida Panthers (2002–2003)
- Anaheim Mighty Ducks (2003–2006)
- New York Rangers (2006–2007)
- Worcester Sharks (2007)
- San Jose Sharks (2007–2008)
- Dinamo Ryga (2009–2012)
- Atłant Mytiszczi (2012–2013)
- Dinamo Ryga (2013–2014)

Wychowanek klubu LB. Został wybrany z 30 numerem w drugiej rundzie draftu w 1991 przez San Jose Sharks. Przez 21 lat był Łotyszem wybranym z najwyższym numerem draftu NHL (w 2012 z numerem 14 został wybrany Zemgus Girgensons). Grał w drużynach NHL: San Jose Sharks, Colorado Avalanche, Carolina Hurricanes, Florida Panthers, Mighty Ducks of Anaheim i New York Rangers.
Ozoliņš jest określany jako ofensywny obrońca, ponieważ często włącza się w ofensywne akcje zespołu. Mimo ofensywnego stylu gry Ozolinsh został nominowany do nagrody James Norris Memorial Trophy (przyznawanej najlepszemu obrońcy) w NHL (1996/1997). Siedmiokrotnie wystąpił w meczu gwiazd NHL.
W lipcu 2009 roku, po roku przerwy w uprawianiu hokeja, podpisał kontrakt z Dinamo Ryga, w którym spędził trzy kolejne sezony. W sezonie KHL (2011/2012) przewodził drużynie Zachodu w Meczu Gwiazd KHL (drużynę Wschodu prowadził Siergiej Fiodorow). We wrześniu 2012 roku po trzech latach gry w Dinamo Ryga, podpisał kontrakt z klubem Atłant Mytiszczi. Zawodnikiem klubu był do końca kwietnia 2013. W maju 2013 ponownie zawodnikiem Dinama Ryga. Pod koniec maja 2014 ogłosił zakończenie kariery zawodniczej. Jednocześnie zadeklarował początek kariery politycznej w ramach partii Nowa Era.

## Kariera reprezentacyjna
W karierze juniorskiej dwukrotnie wystąpił na turniejach mistrzostw świata juniorów do lat 20: w 1991 w reprezentacji ZSRR, w 1992 w kadrze WNP. Następnie został reprezentantem Łotwy. Uczestniczył w turniejach mistrzostw świata 1998, 2001, 2002 oraz zimowych igrzysk olimpijskich 2002, 2006, 2014. Podczas ceremonii otwarcia ZIO 2014 w Soczi był chorążym ekipy narodowej.

## Kariera trenerska
Podczas turnieju MŚ 2001 pełnił funkcję menedżera ekipy Łotwy. W trakcie sezonu KHL (2016/2017) został asystentem głównego trenera Dinama Ryga, a w maju 2017 został mianowany głównym trenerem Dinama. Został zwolniony pod koniec września 2017. W styczniu 2019 wszedł do sztabu Torpedo Niżny Nowogród. Po sezonie KHL (2021/2022) odszedł ze sztabu tego klubu.

## Sukcesy

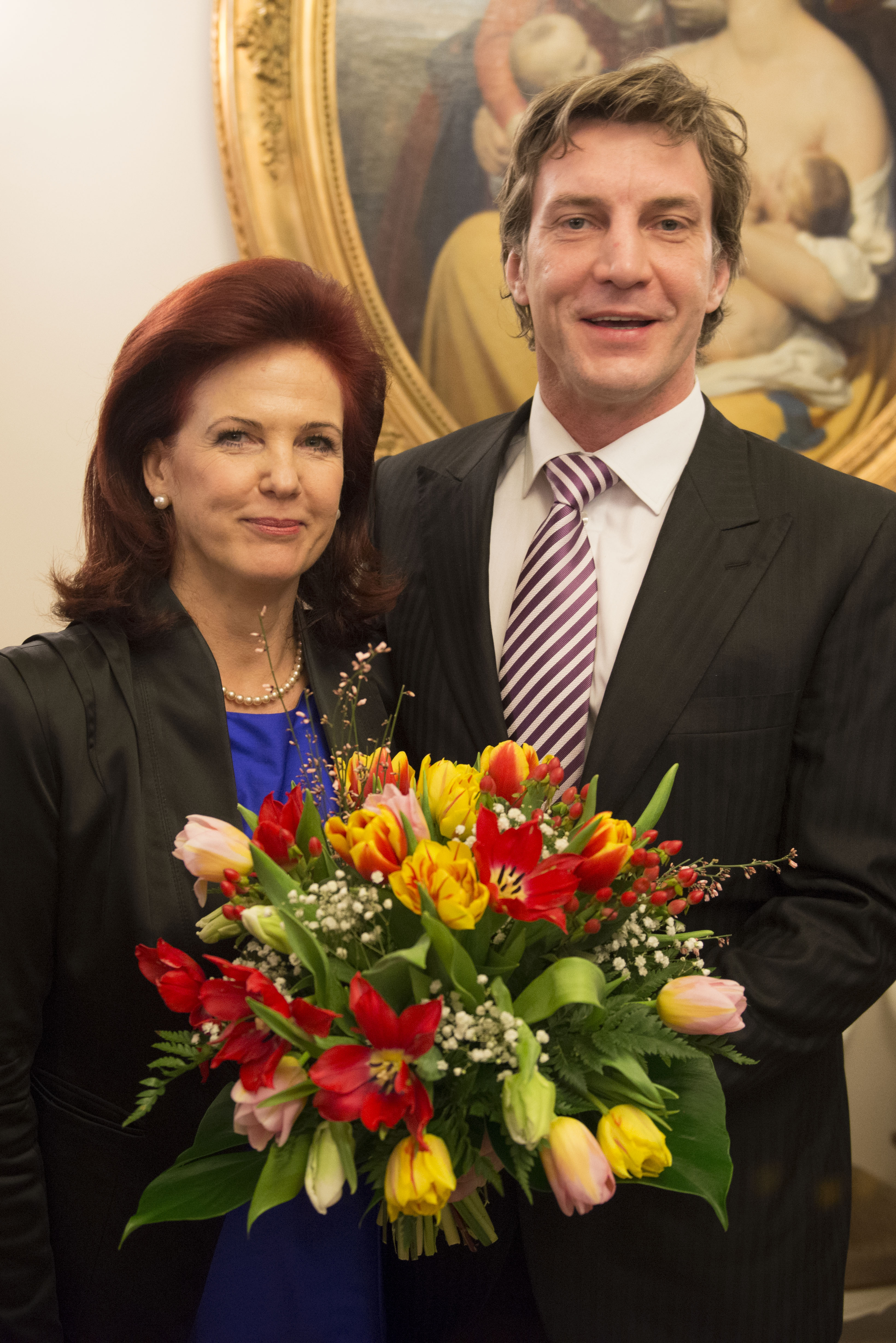
Sandis Ozoliņš i Solvita Āboltiņa (2014)

Reprezentacyjne
- Srebrny medal mistrzostw świata juniorów do lat 20: 1991 z ZSRR
- Złoty medal mistrzostw świata juniorów do lat 20: 1992 z WNP

Klubowe
- Turner Cup – mistrzostwo IHL: 1992 z Kansas City Blades
- Mistrzostwo dywizji NHL: 1996, 1997, 1998, 1999, 2000 z Colorado Avalanche
- Mistrzostwo konferencji NHL: 1996 z Colorado Avalanche
- Clarence S. Campbell Bowl: 1996 z Colorado Avalanche
- Presidents’ Trophy: 1997 z Colorado Avalanche
- Puchar Stanleya – mistrzostwo NHL: 1996 z Colorado Avalanche

Indywidualne
- NHL All-Star Game: 1994, 1997, 1998, 2000, 2001, 2002, 2003
- Mecz Gwiazd KHL: 2009, 2009, 2010
- KHL (2010/2011):
  - Najlepszy obrońca miesiąca: wrzesień 2010
  - Czwarte miejsce w klasyfikacji asystentów wśród obrońców w sezonie zasadniczym: 26 asyst
  - Drugie miejsce w klasyfikacji asystentów wśród obrońców w fazie play-off: 7 asyst
  - Złoty Kask (przyznawany sześciu zawodnikom wybranym do składu gwiazd sezonu)
- KHL (2013/2014): Mecz Gwiazd KHL[16]
- Puchar Spenglera 2011: skład gwiazd turnieju

## Statystyki
Statystyki klubowe
| 1990–1991 | Dinamo Ryga           | Superliga | 44 | 0  | 3  | 3  | 51 | –  | – | –  | –  | –  |
| 1991–1992 | Stars Ryga            | Superliga | 30 | 6  | 0  | 6  | 42 | –  | – | –  | –  | –  |
| 1991–1992 | Kansas City Blades    | IHL       | 34 | 6  | 9  | 15 | 20 | 15 | 2 | 5  | 7  | 22 |
| 1992–1993 | San Jose Sharks       | NHL       | 37 | 7  | 16 | 23 | 40 | –  | – | –  | –  | –  |
| 1993–1994 | San Jose Sharks       | NHL       | 81 | 26 | 38 | 64 | 24 | 14 | 0 | 10 | 10 | 8  |
| 1994–1995 | San Jose Sharks       | NHL       | 48 | 9  | 16 | 25 | 30 | 11 | 3 | 2  | 5  | 6  |
| 1995–1996 | San Jose Sharks       | NHL       | 7  | 1  | 3  | 4  | 4  | –  | – | –  | –  | –  |
| 1995–1996 | San Francisco Spiders | IHL       | 2  | 1  | 0  | 1  | 0  | –  | – | –  | –  | –  |
| 1995–1996 | Colorado Avalanche    | NHL       | 66 | 13 | 37 | 50 | 50 | 22 | 5 | 14 | 19 | 16 |
| 1996–1997 | Colorado Avalanche    | NHL       | 80 | 23 | 45 | 68 | 88 | 17 | 4 | 13 | 17 | 24 |
| 1997–1998 | Colorado Avalanche    | NHL       | 66 | 13 | 38 | 51 | 65 | 7  | 0 | 7  | 7  | 14 |
| 1998–1999 | Colorado Avalanche    | NHL       | 39 | 7  | 25 | 32 | 22 | 19 | 4 | 8  | 12 | 22 |
| 1999–2000 | Colorado Avalanche    | NHL       | 82 | 16 | 36 | 52 | 46 | 17 | 5 | 5  | 10 | 20 |
| 2000–2001 | Carolina Hurricanes   | NHL       | 72 | 12 | 32 | 44 | 71 | 6  | 0 | 2  | 2  | 5  |
| 2001–2002 | Carolina Hurricanes   | NHL       | 46 | 4  | 19 | 23 | 34 | –  | – | –  | –  | –  |
| 2001–2002 | Florida Panthers      | NHL       | 37 | 10 | 19 | 29 | 24 | –  | – | –  | –  | –  |
| 2002–2003 | Florida Panthers      | NHL       | 51 | 7  | 19 | 26 | 40 | –  | – | –  | –  | –  |
| 2002–2003 | Anaheim Mighty Ducks  | NHL       | 31 | 5  | 13 | 18 | 16 | 21 | 2 | 6  | 8  | 10 |
| 2003–2004 | Anaheim Mighty Ducks  | NHL       | 36 | 5  | 11 | 16 | 24 | –  | – | –  | –  | –  |
| 2005–2006 | Anaheim Mighty Ducks  | NHL       | 17 | 3  | 3  | 6  | 8  | –  | – | –  | –  | –  |
| 2005–2006 | New York Rangers      | NHL       | 19 | 3  | 11 | 14 | 20 | 3  | 0 | 0  | 0  | 6  |
| 2006–2007 | New York Rangers      | NHL       | 21 | 0  | 3  | 3  | 8  | –  | – | –  | –  | –  |
| 2007–2008 | Worcester Sharks      | AHL       | 2  | 0  | 1  | 1  | 0  | –  | – | –  | –  | –  |

Statystyki reprezentacyjne
| Rok  | Reprezentacja | Rozgrywki                             | GP | G | A | Pts | PIM |
| ---- | ------------- | ------------------------------------- | -- | - | - | --- | --- |
| 1991 | ZSRR          | Mistrzostwa świata juniorów dywizji A | 7  | 1 | 2 | 3   | 6   |
| 1992 | Rosja         | Mistrzostwa świata juniorów dywizji A | 7  | 1 | 5 | 6   | 4   |
| 2001 | Łotwa         | Mistrzostwa świata dywizji            | 6  | 0 | 5 | 5   | 2   |
| 2002 | Łotwa         | Olimpiada                             | 1  | 0 | 4 | 4   | 0   |
| 2002 | Łotwa         | Mistrzostwa świata dywizji A          | 6  | 2 | 1 | 3   | 12  |
| 2005 | Łotwa         | Kwalifikacje olimpijskie              | 3  | 0 | 1 | 1   | 4   |
| 2006 | Łotwa         | Olimpiada                             | 5  | 1 | 3 | 4   | 2   |